# 닐 니틴 무케쉬

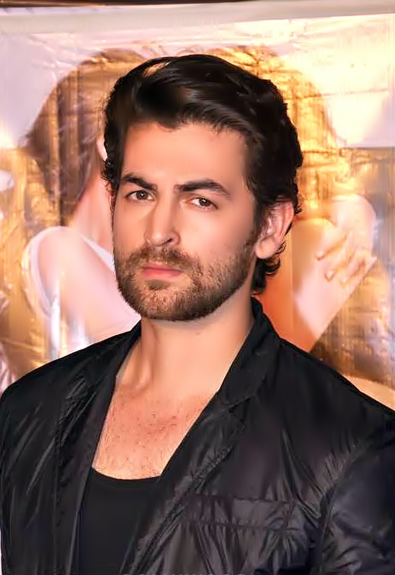

닐 니틴 무케쉬(Neil Nitin Mukesh, 1982년 1월 15일 ~ )는 인도의 배우이다.
뭄바이에서 태어났다.

## 영화
- 골말 어게인 (2017년)
- 와지르 (2016년)
- 프렘 라탄 단 파요 (2015년)
- 카트시 (2014년)
- 데이비드 (2013년)
- 이쉬퀘리아 (2013년) - 라가브 역
- 숏컷 로메오 (2013년)
- 3G - 어 킬러 커넥션 (2013년) - 샘 역
- 수잔나의 일곱 번의 결혼 (2011년)
- 감옥 (2009년)
- 미래를 찍는 셔터 (2009년)